# Катунки
Катунки (рос. Катунки) — селище в Чкаловському міському окрузі Нижньогородської області Російської Федерації.
Населення становить 799 осіб. Входить до складу муніципального утворення Міський округ місто Чкаловськ.

## Історія
Раніше населений пункт належав до ліквідованого 2015 року Чкаловського району. До 2015 року входило до складу муніципального утворення Сельсовет Катунки.

## Населення
| 1959 | 1970  | 1979  | 1989  | 2002 | 2008 | 2009 |
| ---- | ----- | ----- | ----- | ---- | ---- | ---- |
| 1569 | ↘1529 | ↘1384 | ↘1213 | ↘829 | ↘803 | ↘780 |
| 2010 | 2011  | 2012  | 2013  | 2014 | 2015 |      |
| ↗806 | →806  | ↘794  | ↗811  | ↘809 | ↘799 |      |